# Rendite
Die Rendite (bundesdeutsches und Schweizer Hochdeutsch: [rɛnˈditə], österreichisches Hochdeutsch auch: [rãnˈdit]; italienisch rendita, „Einkommen, Rente“) ist im Finanzwesen eine betriebswirtschaftliche Kennzahl, die das prozentuale Verhältnis zwischen Ertrag/Gewinn und Kapitaleinsatz als Zinssatz innerhalb eines bestimmten Zeitraums wiedergibt.

## Allgemeines
Gegenstand der Renditeberechnung sind Renditeobjekte wie Kapitalanlagen, Investitionen in Sach- und Finanzanlagen (Kapitalrendite), Unternehmen oder Immobilien (Mietrendite). Die verschiedenen Bezugswerte dieser Renditeobjekte wie Zinssatz, Nominalzins, Dividende, Gewinn, Kaufpreis, Investitionskosten, Kurswert, Bodenwert oder Ertragswert eignen sich allein nicht als Vergleichswerte, wenn verschiedene artgleiche Renditeobjekte hinsichtlich ihrer Ertragslage miteinander verglichen werden sollen. Zudem lässt sich aus diesen Bezugswerten auch nicht das Risiko ableiten, dem eine Kapitalanlage ausgesetzt ist. Unter Risiko wird hierbei die beim Anleger/Investor bestehende Gefahr des teilweisen oder ganzen Kapitalverlustes verstanden. Diese beiden Aufgaben erfüllt die Rendite, denn sie macht die Ertragskraft einer Anlageform vergleichbar und ist ein geeignetes Risikomaß zur Ermittlung des Anlagerisikos. Anleger, gleichgültig ob Privatanleger oder institutionelle Anleger, wählen für ihre Anlageentscheidung bei einer Kapitalanlage im Regelfall die risikoadjustierte (risikoangepasste) Rendite als wesentliches Anlagekriterium aus, denn Anlageentscheidungen gelten als Maximierung risikoadjustierter Renditen.
Die Rendite übt als Preis hierbei unter anderem für die Kapitalgeber die wichtige Signalfunktion zur Lenkung des Kapitals zu den vorteilhaftesten Rendite-Risiko-Kombinationen aus. Während jedoch hohe Preise eine Knappheit von Gütern und Dienstleistungen signalisieren, üben Renditen eine reziproke Signalfunktion aus, denn hohe Renditen signalisieren geringe Knappheit und hohes Risiko und umgekehrt.

## Grundformeln
Allgemein wird mit der Rendite die Differenz zwischen einem Ertrag und einem Aufwand ins Verhältnis zu diesem Aufwand gesetzt:
{\displaystyle {\text{Rendite}}={\frac {{\text{Ertrag}}-{\text{Aufwand}}}{\text{Aufwand }}}={\frac {\text{Ertrag}}{\text{Aufwand}}}-1}.
Mit der Rendite wird meistens der Gesamterfolg einer Kapitalanlage als tatsächliche Verzinsung des eingesetzten Kapitals gemessen. In der Grundformel der Rendite wird dabei der Gewinn ins Verhältnis zum eingesetzten Kapital gesetzt:
{\displaystyle {\text{Rendite}}={\frac {\text{Gewinn}}{\text{Eingesetztes Kapital}}}} (Rendite als Zahlenwert).
Setzt man beispielsweise als Investor 50 € ein und erhält nach Ablauf der Investition 70 € zurück, so liegt die Rendite bei 40 %:
{\displaystyle {\text{Rendite}}={\frac {70-50}{50}}={\frac {20}{50}}=40\,\%}.
Die Rendite wird entweder als Prozentwert (hier 40 %) oder als Zahlenwert (Dezimalbruch, hier 0,4) angegeben.

## Arten
Generell wird unterschieden zwischen Bruttorendite und Nettorendite. Bei letzterer werden von der Bruttorendite diejenigen Kosten abgezogen, die den Ertrag/Gewinn aus dem Finanzinstrument oder Finanzprodukt beeinträchtigen wie Geldbeschaffungskosten (insbesondere Transaktionskosten wie Bankgebühren für eine Wertpapierorder, Depotgebühren; Nebenkosten beim Kauf von Immobilien wie Notargebühr). Von größerer Aussagekraft sind für den Anleger/Investor die Nettorenditen, weil sie den tatsächlich bei ihm verbleibenden Ertrag reflektieren.
Eine weitere Unterscheidung wird zwischen Nominalrendite und Realrendite vorgenommen, wobei diese nicht auf Anleihen beschränkt sind, sondern sämtliche zinstragenden Finanzprodukte betreffen. Beide Arten können als arithmetisches Mittel oder als geometrisches Mittel errechnet werden:
- Eine Nominalrendite ist eine nominale Größe, die eine vorhandene Inflation oder Deflation ignoriert. Dies wird von den Grundformeln bereits ausgedrückt. Die Nominalrendite {\displaystyle r_{N}} ist ein Produkt aus Realrendite {\displaystyle r_{R}}, Inflationserwartung {\displaystyle I} und Risikoprämie {\displaystyle p}:

{\displaystyle r_{N}=r_{R}\cdot I\cdot p}.
- Die Realrendite berücksichtigt dagegen als reale Größe durch eine Preisbereinigung Inflation oder Deflation. Die Grundformel lautet dann:

{\displaystyle r_{R}={\frac {{\text{(Ertrag-Inflation)}}-{\text{(Aufwand}}+{\text{Deflation)}}}{\text{Aufwand}}}}.
Ertragsteuern auf den Kapitalertrag können wie eine Inflation berücksichtigt werden. Nur inflationsindexierte Anleihen bedürfen keiner Preisbereinigung.
Zwischen 1954 und 1992 gab es in Deutschland als Durchschnittsrendite in % p. a. folgende Nominal- und Realrenditen:
| Art der Rendite                  | Aktien | Anleihen | Tagesgeld |
| -------------------------------- | ------ | -------- | --------- |
| Nominalrendite (arithm. Mittel)  | 14,1   | 6,8      | 5,5       |
| Nominalrendite (geometr. Mittel) | 11,2   | 6,7      | 5,4       |
| Realrendite (arithm. Mittel)     | 10,8   | 3,6      | 2,2       |
| Realrendite (geometr. Mittel)    | 7,8    | 3,4      | 2,2       |

Anleihen beinhalten auf ihre Nominalrendite bezogen ein geringeres Risiko als Aktien.

## Renditekennzahlen
Die Ermittlung einer Rendite wird erst erforderlich, wenn es mehr Parameter gibt als Nominalzins und Fälligkeit/Laufzeit. Bei einfachen zinstragenden Finanzprodukten/Finanzinstrumenten mit nur diesen Parametern entspricht die Rendite dem Nominalzins.

### Rendite bei Finanzprodukten und Finanzinstrumenten

#### Geldanlagen
Bei Geldanlagen wie Termingeldern kann die Rendite nach der Grundformel berechnet werden. Daten sind der Kapitaleinsatz, die Laufzeit und der Habenzins als Nominalwert.
Als Vergleichswert könnte die Umlaufrendite (sie gibt die durchschnittliche Rendite einer Auswahl festverzinslicher Wertpapiere, die sich im Umlauf befinden, an) oder ein Referenzzinssatz wie der Euribor herangezogen werden.

#### Wertpapiere
Im Hinblick auf die Wertpapierart unterscheidet man:
- bei Aktien: die Aktien- und Dividendenrendite (als Kehrwert: Kurs-Gewinn-Verhältnis);
- bei Anleihen: die Anleihenrendite (aufgeteilt in Emissionsrendite bei der Erstemission auf dem Primärmarkt und Umlaufrendite auf dem Sekundärmarkt);

Die bekannteste Renditekennzahl ist der Zinssatz. Der Begriff ist jedoch nicht scharf definiert, wodurch die Einordnung in einen bestimmten Finanzmarkt kaum möglich ist. Bei Anleihen mit fester Fälligkeit wird von der Rendite bis Fälligkeit (englisch yield to maturity) gesprochen. Voraussetzung für ihre Berechnung ist die Annahme, dass das Wertpapier bis zur Fälligkeit gehalten wird (englisch buy and hold) und über keine Optionsrechte verfügt (wie bei Wandelanleihen).
Auf dem Kapitalmarkt wird für Anleihen mit Festzins ein täglicher Börsenkurs festgelegt, der die Abweichung des Festzinses vom aktuellen Zinsniveau anzeigt. Die sich hieraus ergebende Rendite lässt sich mit Hilfe dieses Börsenkurses errechnen. Die Rendite eines Wertpapiers ist somit das, was man für das Wertpapier in einem Jahr erhält, abzüglich des heute gezahlten Preises, geteilt durch den heutigen Preis.
{\displaystyle i_{B}={\frac {{\text{Nennwert des Wertpapiers}}\cdot \left(1+i_{0}\right)-P_{B}}{P_{B}}}},
mit
{\displaystyle i_{B}}: Rendite,
{\displaystyle i_{0}}: Nominalzins,
{\displaystyle P_{B}}: heutiger Kurs,
{\displaystyle i}: aktueller Zinssatz.
Die Rendite einer Anleihe ist nicht mit deren Nominalzinssatz identisch, sondern hängt auch von aktuellem Kurs und ihrer (Rest-)Laufzeit ab.
Zur Veranschaulichung der Beziehung zwischen Rendite und Laufzeit kann die Renditestrukturkurve (auch vereinfachend Zinsstrukturkurve genannt) herangezogen werden. Es wird die zeitliche Struktur von Anleiherenditen widergespiegelt, d. h., man kann den Unterschied zwischen kurz- und langfristigen Anleihen erkennen. Im Normalfall verläuft eine Renditestrukturkurve steigend, so dass die Rendite einer längerfristigen Anleihe stets über den Renditen kurzfristiger Anleihen liegt. Sinkt die Kurve, liegen somit die Anleiherenditen kurzer Laufzeit über den Anleiherenditen langer Laufzeit (inverse Zinsstruktur).
Die Laufzeitrendite einer n-jährigen Anleihe ist als der konstante jährliche Zinssatz definiert, der den Anleihekurs heute gleich dem Gegenwartswert der künftigen Anleihe-Zahlung macht. Angenommen, es wird eine Anleihe über zwei Jahre gehalten. Diese Anleihe soll am Ende dieser zwei Jahre eine Zahlung von 100 € ergeben. Was den Anleger hierbei interessiert ist, zu wie viel Prozent sich die Anleihe nach Ablauf der zwei Jahre rentiert.
{\displaystyle i_{2,t}={\sqrt {\frac {100}{P_{2,t}}}}-1},
{\displaystyle P_{2,t}} : heutiger Anleihekurs für zweijährige Anleihe,
{\displaystyle i_{2,t}} : erwartete Rendite für zweijährige Anleihe.
Periodenrendite einer Anleihe
Die Periodenrendite einer Anleihe wird mit englisch Return bezeichnet. Der Return bezieht sich auf eine Periode der Länge {\displaystyle T} mit dazwischen liegendem Kupontermin.
{\displaystyle r:={\frac {K_{t}^{~}+c_{t}+c-K_{0}-c_{0}}{K_{0}+c_{0}}}\cdot {\frac {1}{T}}}.
{\displaystyle K_{t}+c_{t}}: dirty price morgen,
{\displaystyle K_{0}+c_{0}}: dirty price heute,
{\displaystyle c}: Kupon innerhalb der Periode.
Hierbei wird von Transaktionskosten und Steuern abstrahiert.
Anwendung findet die Periodenrendite u. a. bei der Berechnung von kritischen Werten und Szenarioanalysen.
Dividendenrendite einer Aktie
Die Dividendenrendite (Dividenden-Kurs-Verhältnis; {\displaystyle D_{r}}) zeigt die Relation von ausgezahlter Dividende {\displaystyle D} und dem Aktienkurs {\displaystyle K}: 
{\displaystyle D_{r}={\frac {D}{K}}}.
Dadurch wird ein Vergleich verschiedener Anlageformen ermöglicht, und der Anleger kann ableiten, wie hoch der Ertrag aus seinen Aktien ist.

#### Stetige und diskrete Rendite
- Diskrete Rendite (einfache Rendite, return): prozentualer Zuwachs von einem Zeitpunkt zum anderen:

{\displaystyle R_{s,t}={\frac {S_{t}-S_{s}}{S_{s}}}={\frac {S_{t}}{S_{s}}}-1}
{\displaystyle R_{s,t}}: diskrete Rendite,
{\displaystyle S}: Kurs,
{\displaystyle s}: Anfangszeitpunkt,
{\displaystyle t}: Endzeitpunkt.
- Stetige Rendite (Differenz der logarithmierten Preise, Logarithmus-Rendite): natürlicher Logarithmus des Zuwachsverhältnisses:[8]

{\displaystyle r_{s,t}=\ln \left({\frac {S_{t}}{S_{s}}}\right)=\ln S_{t}-\ln S_{s}}.
{\displaystyle r_{s,t}}: stetige Rendite.

#### Zeitgewichtete und kapitalgewichtete Rendite
- Die zeitgewichtete Rendite (geometrische Durchschnittsrendite) zeigt, wie sich ein früher angelegter Geldbetrag in ein späteres Anlageergebnis transformiert unter der Annahme, dass während des Betrachtungshorizonts keine Einzahlungen oder Entnahmen getätigt werden, oder falls doch vorhanden, die Rendite um die Zahlungen bereinigt wird.[9]
- Die kapitalgewichtete Rendite (interner Zinssatz (englisch Internal Rate of Return (IRR))) zeigt auch, wie sich ein früher angelegter Geldbetrag in ein späteres Anlageergebnis transformiert, allerdings wird hier angenommen, dass Einzahlungen und Entnahmen bestehen, d. h., es erfolgt eine Gewichtung der erwirtschafteten Rendite mit dem jeweils eingesetzten Kapital. Sie ist vom Zeitpunkt der Ein- bzw. Auszahlungen abhängig.

Beide Arten werden meistens als Durchschnittsrendite (d. h. annualisiert) und nicht als Gesamtrendite angegeben.

#### Versprochene, erwartete und erzielte Rendite
Die versprochene Rendite wird im Vorfeld nach bestimmten Konventionen berechnet (ex ante). Die tatsächliche Rendite hingegen ist ein nachträgliches Konzept (ex post), welches die tatsächlichen Wiederanlagemöglichkeiten berücksichtigt. Da versprochene Renditen sich oft nicht erreichen lassen, ist auch ex ante bereits zwischen versprochenen („geplanten“) und zu erwartenden Renditen (also dem Erwartungswert der Rendite) zu unterscheiden. So unterscheiden sich beispielsweise der vertraglich versprochene Fremdkapitalzinssatz von den Fremdkapitalkosten, also der erwarteten Rendite der Kreditgeber, weil es zur Insolvenz kommen kann (siehe Insolvenzrisiko und Kapitalkosten). Unternehmerische Entscheidungen, z. B. bezüglich einer Investition, basieren auf erwarteten Renditen, deren Berechnung erwartungstreue Planwerte erfordert (also Erwartungswerte z. B. von zukünftigen Umsätzen und Kosten, d. h. Werte, die sich „im Mittel“ möglicher Zukunftsszenarien realisieren lassen). Die Berechnung von Erwartungswerten erfordert wiederum die Analyse von Chancen und Gefahren, die Planabweichungen auslösen können, also eine Risikoanalyse.

#### ISMA-Rendite
Die Rendite nach ISMA ist eine internationale Messgröße für die Anleihenrendite, wobei die tägliche Effektivverzinsung berücksichtigt wird. Die ISMA-Rendite erbringt das gleiche Ergebnis wie die Methode nach Paul Braess/Hermann Fangmeyer, wenn eine Anleihe mit jährlicher Verzinsung zu einem Kupontermin bewertet wird.

### Rendite in Unternehmen
Folgende Kennzahlen befassen sich mit der Rendite in Unternehmen:
- Die Umsatzrendite (englisch Return on Sales; ROS) wird vor allem im Handel verwendet, wobei dem Reingewinn {\displaystyle RG} die Umsatzerlöse {\displaystyle U} gegenübergestellt werden:

{\displaystyle ROS={\frac {\text{RG}}{\text{U}}}\cdot 100} oder besser
{\displaystyle ROS={\frac {\text{CF}}{\text{U}}}\cdot 100},
wobei {\displaystyle CF} für den Cashflow steht.
- Die Eigenkapitalrendite {\displaystyle EKR} zeigt die Verzinsung des Eigenkapitals {\displaystyle EK} in einem Unternehmen:

{\displaystyle EKR={\frac {\text{RG}}{\text{EK}}}\cdot 100}.
- Die Gesamtkapitalrendite (englisch Return on Investment; ROI) schaltet die verzerrende Wirkung des Leverage-Effekts aus, indem sie das Gesamtkapital (Eigen- und Fremdkapital; {\displaystyle GK}) berücksichtigt:

{\displaystyle ROI={\frac {\text{RG+ZAFK}}{\text{U}}}\cdot 100},
wobei {\displaystyle ZAFK} für dem Zinsaufwand für das langfristige Fremdkapital steht.
- Der Cash Flow Return on Investment (CFROI) stellt dem Brutto-Cashflow ({\displaystyle CF}) den Cash Value Added ({\displaystyle CVA}) gegenüber:[12]

{\displaystyle CFROI={\frac {\text{CF}}{\text{CVA}}}\cdot 100}.

### Renditebegriff bei Investitionen
Die Rendite einer Investition ist das Verhältnis des Gewinns der Investition zum ursprünglich investierten Betrag. Ein Beispiel für die Anwendung der Rendite ist die Verzinsung der Investition eines Unternehmens in neue Produktionsanlagen.

### Rendite eines Portfolios
Zur näherungsweisen Berechnung der in einem Jahr erzielten Rendite eines Portfolios (Wertpapierdepot, Fondsvermögen, Kreditportfolio), wobei im Laufe des Jahres Ein- und Auszahlungen vorgenommen werden, dient die Zinsformel von Hardy.

## Annualisierung
Um die Renditen unterschiedlicher Anlageformen mit unterschiedlich langen Anlagezeiträumen (bspw. pro Quartal) vergleichbar zu machen, werden sie in der Regel annualisiert, d. h. auf den Zeitraum eines Jahres bezogen.
Die Annualisierung erfolgt bei diskreten Renditen über das geometrische Mittel und nicht über das arithmetische Mittel. Das heißt, die jährliche Rendite {\displaystyle \mathrm {JR} } ergibt sich als
{\displaystyle \mathrm {JR} ={\sqrt[{n}]{1+{\text{Gesamtrendite}}}}-1},
wobei {\displaystyle n} die Anzahl der Jahre bezeichnet.
Um die Gesamtrendite aus den einzelnen Jahresrenditen zu berechnen, verwendet man die Formel
{\displaystyle {\text{Gesamtrendite}}=\prod _{t=1}^{T}(1+R_{t})-1},
wobei {\displaystyle R_{t}} die Jahresrendite im Jahr {\displaystyle t} bezeichnet.

## Rendite und Risiko
Bei Risikoaversion des Risikoträgers steigt mit zunehmendem Finanzrisiko die Anforderung an die erwartete Rendite. Die risikogerechte Anforderung an eine Rendite nennt man Kapitalkosten.

Rendite-Risiko-Positionen eines Portfolios aus zwei riskanten Anlagen

Auf den Finanzmärkten wird das Eingehen von Finanzrisiken allgemein durch die Rendite entlohnt. Entsprechend verlaufen Rendite und Risiko symmetrisch, so dass eine hohe Rendite eine hohe Ertragskraft, aber auch ein hohes Risiko repräsentiert und umgekehrt. Wissenschaftlich ausgedrückt, korrelieren Rendite und Risiko positiv miteinander. Diesen Zusammenhang stellte erstmals die von Harry M. Markowitz im März 1952 aufgestellte Portfoliotheorie her. Dem Modell liegt das Bestreben zugrunde, mit einem gegebenen Risiko die maximale Rendite zu erzielen bzw. bei einer erwarteten Rendite das geringstmögliche Risiko einzugehen. Es hat die bisherige eindimensionale Betrachtung der Rendite als alleiniges Entscheidungskriterium bei einer Anlage- oder Investitionsentscheidung abgelöst und begründete die risikoadjustierten Renditen. Die risikoadjustierte Rendite errechnet sich aus der Rendite und dem mit der Anlage verbundenen Risiko (unter etwaiger Berücksichtigung von Klumpenrisiko und Granularität bei Portfolios):
{\displaystyle {\text{Risikoadjustierte Rendite}}={\frac {\text{Rendite}}{\text{Risiko der Anlage}}}}.
Hieraus kann abgeleitet werden, dass die risikoadjustierte Rendite umso geringer ist, je höher das anlagebedingte Risiko ausfällt und umgekehrt. Das wichtigste Anlageziel der Anleger ist die Erzielung einer hohen Rendite, das jedoch durch das Risiko eingeschränkt wird. Das Attribut „hohes Risiko“ wird meist an der Rendite von Bundesanleihen orientiert, die – einhergehend mit der besten Bonitätsbewertung AAA durch die großen Ratingagenturen – als risikolos eingestuft werden (risikofreier Zinssatz). Alle darüber liegenden Renditen (Überrenditen) bedeuten mithin – bei Annahme der Arbitragefreiheit der Märkte – auch ein höheres Risiko, bei Minderrenditen entsprechend ein niedrigeres (siehe Credit Spread).

### Renditeschwankungen
Zur Messung der Renditeschwankungen wird ein Risikomaß benötigt; oft z. B. die  Standardabweichung. Als Punktschätzer für den Erwartungswert wird hierbei das arithmetische Mittel und die Standardabweichung die empirische Standardabweichung herangezogen.
- Mittlere Rendite {\displaystyle {\bar {R}}}:

{\displaystyle {\bar {R}}={\frac {1}{T}}\sum _{t=1}^{T}R_{t}}.
- Standardabweichung: {\displaystyle {\sigma }}:

{\displaystyle \sigma ={\sqrt {{\frac {1}{T-1}}\sum _{t=1}^{T}\left(R_{t}-{\bar {R}}\right)^{2}}}}.
{\displaystyle R_{t}}: Rendite zum Zeitpunkt {\displaystyle t},
{\displaystyle T}: Periodenanzahl.
Beispiel
| Jahr | Kurs am Jahresbeginn | Kurs am Jahresende | Rendite |
| ---- | -------------------- | ------------------ | ------- |
| 2002 | 65 Euro              | 70 Euro            | 7,7 %   |
| 2003 | 70 Euro              | 79 Euro            | 12,9 %  |
| 2004 | 79 Euro              | 85 Euro            | 7,6 %   |
| 2005 | 85 Euro              | 80 Euro            | −5,9 %  |
{\displaystyle {\bar {R}}={\frac {1}{4}}\left(7{,}7\,\%+12{,}9\,\%+7{,}6\,\%-5{,}9\,\%\right)=5{,}6\,\%}.
{\displaystyle \sigma ={\sqrt {{\frac {1}{3}}\left(\left(7{,}7\,\%-5{,}6\,\%\right)^{2}+\left(12{,}9\,\%-5{,}6\,\%\right)^{2}+\left(7{,}6\,\%-5{,}6\,\%\right)^{2}+\left(-5{,}9\,\%-5{,}6\,\%\right)^{2}\right)}}=8{,}04\,\%}.
Es kann bei der Betrachtung des Risikos in systematisches und unsystematisches Risiko unterschieden werden. Diese Unterscheidung wird über das CAPM-Modell getroffen. Das systematische Risiko betrifft allgemein alle Kapitalanlagen, die den (konjunkturellen) Schwankungen des Marktes unterliegen (Marktrisiko). Die Investition kann perfekt geplant sein, und trotzdem besteht dieses Risiko. Das unsystematische Risiko entsteht für jeden Anleger unterschiedlich, da dieses Risiko nicht vom Marktverhalten abhängt. Hierbei muss jeder Investor versuchen, das Risiko so niedrig wie möglich zu halten.
Entscheidend beim Vergleich mehrerer Anlagealternativen ist also das mit der jeweiligen Anlageform einhergehende Risiko. Um die Rendite unterschiedlich riskanter Anlagen miteinander vergleichbar zu machen, werden sie risikoadjustiert (risikoangepasst). Ein bekanntes, jedoch bezüglich der Aussagekraft auch umstrittenes Maß der Risikobereinigung ist der Sharpe-Quotient.

### Rendite(berechnungs)methoden
Es haben sich heute fünf Methoden etabliert:
| Renditemethode           | verwendeter Zinssatz     | Zuschlagshäufigkeit beim Vergleichskonto | Zinszuschlagstermine beim Vergleichskonto |
| ------------------------ | ------------------------ | ---------------------------------------- | ----------------------------------------- |
| Rendite nach ISMA        | Zinssatz pro Kupontermin | täglich                                  | jeder Tag                                 |
| Moosmüller-Methode       | Zinssatz pro Kupontermin | je nach Kuponhäufigkeit                  | jeder Kupontermin                         |
| USA-Methode              | Jahreszinssatz           | je nach Kuponhäufigkeit                  | jeder Kupontermin                         |
| Braess-Fangmeyer-Methode | Jahreszinssatz           | jährlich                                 | Haupt-Fälligkeitstermine                  |
| Preisangabenverordnung   | Jahreszinssatz           | jährlich                                 | Jahresende der Laufzeit                   |

Während die US-Methode und die Preisangabenverordnung mit 365 Zinstagen arbeiten, werden bei Braess/Fangmeyer und in der Moosmüller-Methode 360 Zinstage verwendet. Bei Anwendung identischer Daten weisen die einzelnen Methoden bereits wegen der Zinstage Renditedifferenzen beim gleichen Finanzprodukt auf.

## Abgrenzung
Zuweilen wird die Rendite als synonym mit dem Effektivzins angesehen, doch ist letzterer die Kennzahl für die tatsächliche Belastung von Krediten mit Geldbeschaffungskosten im Kreditgeschäft.
| betriebswirtschaftliche Kennzahl | Bezugswert | Marktform                |
| -------------------------------- | --- | ------------------------ |
| Rendite                          | Finanzinstrumente: Aktien, Anleihen, Investmentzertifikate Finanzprodukte: Tagesgeld, befristete Einlagen, Spareinlagen | Kapitalmarkt Bankenmarkt |
| Rentabilität                     | Unternehmensdaten: Umsatzerlöse, Eigenkapital, Fremdkapital                                                             | Kreditmarkt              |
| Effektivzins                     | Finanzinstrumente: Darlehen, Kredite                                                                                    | Kreditmarkt              |

Der Effektivzins nach der Anlage zu § 16 PAngV wird als einziger mit 365 Zinstagen berechnet, während die übrigen Kennzahlen auf Grundlage von 360 Zinstagen rechnen. Die Rendite wird bei zinstragenden Finanzprodukten/Finanzinstrumenten zugrunde gelegt; die Rentabilität bezieht sich auf Unternehmensdaten (wie Eigenkapital, Fremdkapital oder Umsatzerlös), während der Begriff „Rendite“ für einperiodige Finanzprodukte oder Finanzinstrumente verwendet wird. Die Rentabilität wird beim Corporate Finance und der Unternehmensfinanzierung genutzt. Bei einer Auszahlung eines Darlehens zum Nominalbetrag entspricht der Kreditzins (Festzins) auch der Rendite.